# Giovanni Battista Ciotti
, o Ciotto (Siena, 1560 (dopo il) – Palermo, 1625 (dopo il)), è stato un editore e tipografo italiano.

## Biografia

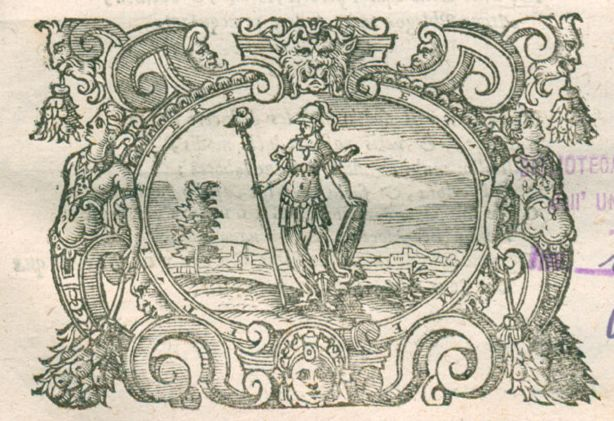
Marca tipografica di Ciotti

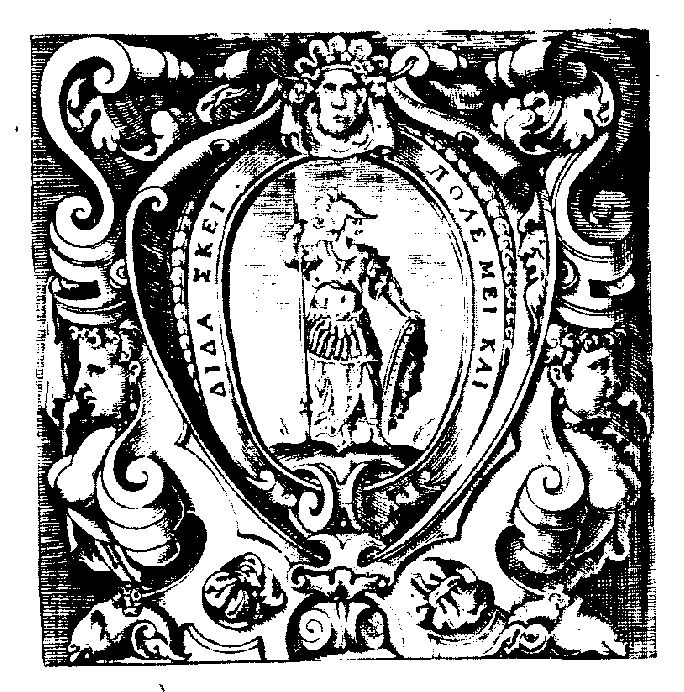
Marca tipografica di Ciotti

Nato a Siena, Ciotti si trasferì giovanissimo a Venezia dove frequentò l'ambiente dei tipografi e dei librai. Cominciò a stampare in proprio nel 1583. La produzione editoriale di Ciotti, dapprima sporadica, aumentò progressivamente a partire dal 1591, anno in cui divenne proprietario di una sua bottega editoriale e utilizzò come marchio tipografico un medaglione raffigurante una Minerva armata di lancia e scudo. Sono stati registrati circa sessanta libri editi dal Ciotti prima del 1600, con una media superiore a cinque pubblicazioni l'anno, numero che aumentò nel nuovo secolo. Tutte le edizioni vennero stampate a Venezia, tranne un'opera di Antonio Piccioli pubblicata a Bergamo nel 1587 .
Nell'ultimo decennio del XVI secolo divenne titolare delle stampe dell'Accademia Veneziana; pertanto dal 1594 sul frontespizio di alcune opere pubblicate dal Ciotti il suo nome è definito "libraro e stampatore dell'Accademia venetiana", mentre dal 1606 comparirà l'appellativo di "Academico venetiano". Nel 1597 adottò come emblema della sua bottega "al segno dell'Aurora", rappresentata da una donna celeste tra le nubi con una stella sul capo, che precede il sole diradando le tenebre notturne e dispensando la luce. Dal 1607 al 1615 Ciotti si unì con Bernardo Giunta dando luogo a un'impresa che pubblicò almeno 87 edizioni in nove anni; i due usarono una sontuosa marca tipografica rappresentante la Toscana con sul capo la corona ducale e il giglio dei Giunti nella mano sinistra 
.
Ciotti spesso non si limitava all'attività di tipografo, ma assumeva anche le funzioni di editore o curatore dei libri, premettendovi dediche e prefazioni da lui firmate alle opere che uscivano dalla sua bottega. Ebbe pertanto notevoli rapporti con gli autori. Accanto a libri giuridici e ad opere di classici, Ciotti pubblicò numerose edizioni di testi scientifici e, soprattutto, di opere letterarie e di scritti religiosi e teologici. Nel 1590, a Francoforte, conobbe Giordano Bruno, al quale trasmise l'invito del nobile Mocenigo a trasferirsi a Venezia. Talora i rapporti con gli autori portarono a incidenti e malintesi; per esempio, il Ciotti fungeva da vero e proprio agente di Giambattista Marino a Venezia, mantenendo per lui rapporti personali ed epistolari, fornendogli libri o opere d'arte, spesso rifiutando di farsi pagare; nel 1614 tuttavia Marino denunciò il Ciotti per cui l'editore fu incarcerato dalla magistratura veneziana e condannato a pagare 25 ducati; i rapporti tra i due tuttavia non si interruppero e Marino finì con il riconoscere la buona fede del libraio nell'accaduto. Rapporti burrascosi il Ciotti ebbe pure anche con Alessandro Tassoni e Tommaso Stigliani. Tommaso Stigliani narra che a partire dal 1616 il Ciotti, rotto il sodalizio con Giunti, "trasportò la bottega in Sicilia"; nell'isola tuttavia l'editore ebbe un tracollo "là, nello stretto spazio di sei mesi fallì, impazzì, accecò e morì". Non si conosce tuttavia né la data né il luogo della sua morte, avvenuta probabilmente a Palermo.